# Bat Masterson

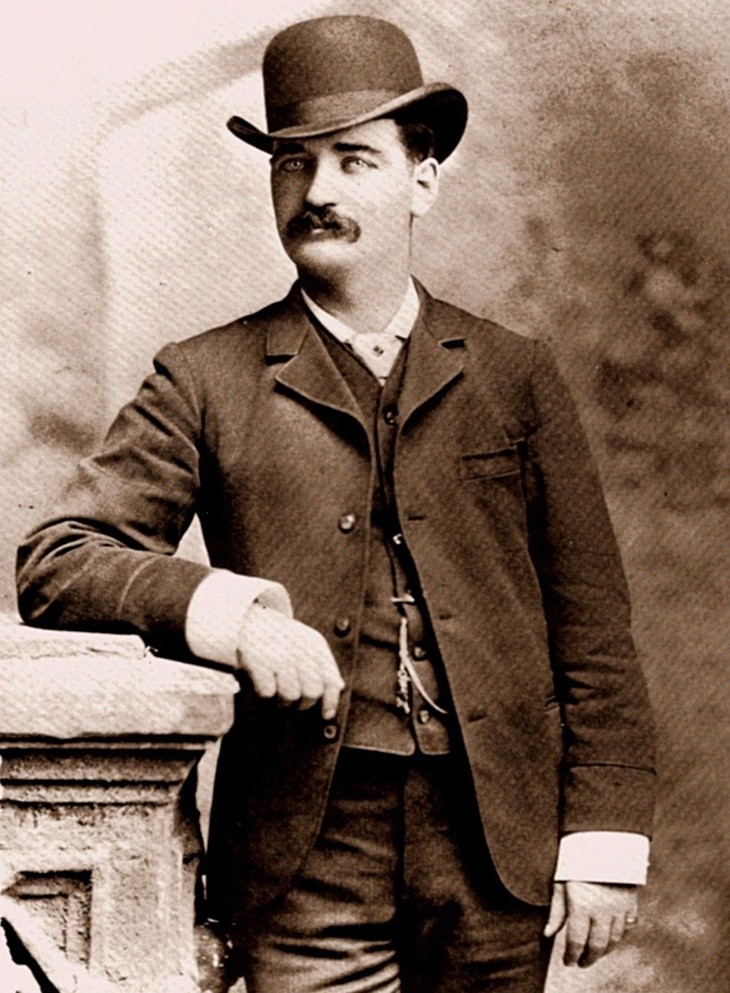
Bat Masterson, 1879

Bartholemew William Barclay Masterson, genannt „Bat“ Masterson (* 26. November 1853 in Québec, Kanada; † 25. Oktober 1921 in New York City, USA), war eine legendäre Persönlichkeit des amerikanischen Wilden Westens. Sein abenteuerliches Leben beinhaltete unter anderem Tätigkeiten als Büffeljäger, Kundschafter für die U.S. Army, Glücksspieler, Deputy U.S. Marshal sowie als Journalist und Schriftsteller.

## Leben

### Kindheit und Jugend
Bat Masterson wurde als zweites von sieben Kindern der Iren Thomas und Catharina Masterson, geborene McGurk, geboren. Geburtstag, -ort und -vorname Mastersons sind aufgrund widersprüchlicher Dokumente nicht völlig klar. Am wahrscheinlichsten ist jedoch, dass er als William Barclay Masterson am 26. November 1853 in Henryville in der kanadischen Provinz Québec geboren wurde. Für diese Annahme spricht, dass die dortige Kirche seine Taufunterlagen und die seiner Kinder verwahrt. Zudem wurde Masterson 1870 bei einer Volkszählung in St. Claire County, Illinois als Bartholomaeus Masterson, Alter 17, geboren in Kanada, aufgeführt. Bei einer späteren Volkszählung behauptete er hingegen, er stamme aus Illinois.
Masterson wuchs auf verschiedenen Farmen im Bundesstaat New York, in Illinois, Kansas und Québec auf. Gemeinsam mit seinen Brüdern Ed und Jim verließ er in seinen späten Teenagerjahren den Bauernhof der Familie in Kansas, um Büffeljäger zu werden. Während er ohne seine Brüder weiterreiste, wurde er 1874 in die zweite Schlacht bei Adobe Walls in Texas verwickelt. Dort kämpfte Masterson, gemeinsam mit knapp 30 weiteren Büffeljägern, in einem Handelsposten verschanzt, siegreich gegen etwa 700 bis 1000 Indianer. Daraufhin war Bat Masterson einige Zeit Kundschafter der U.S. Army in einem Feldzug gegen Kiowa- und Comanche-Indianer.

### Revolverheld und Ordnungshüter

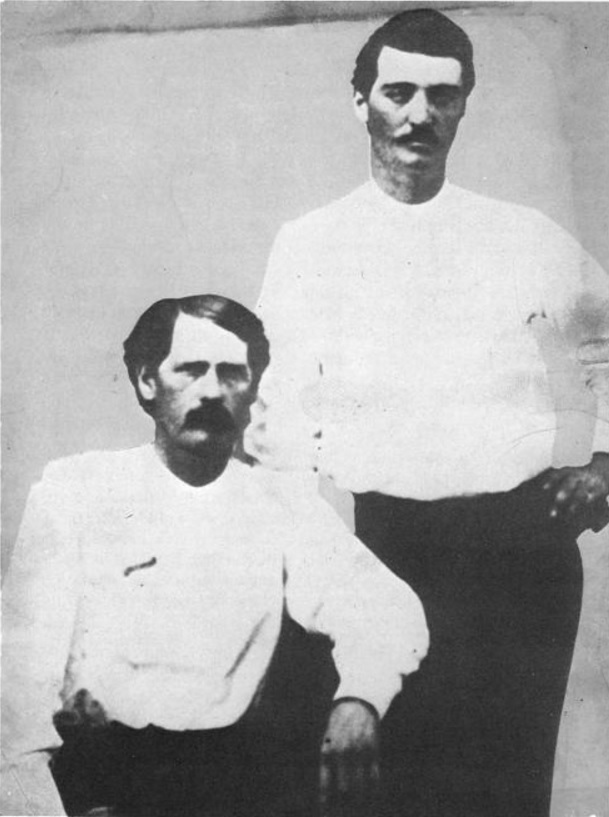
Bat Masterson (r.) und Wyatt Earp, 1876

Die erste Schießerei, in die Bat Masterson verwickelt wurde, fand in Sweetwater (später Mobeetie), Texas, im Jahre 1876 statt. Er wurde, angeblich wegen eines Mädchens, von einem Mann angegriffen, dem er im Gefecht tödliche Verletzungen zufügte. Masterson selbst wurde von einer Kugel ins Becken getroffen. Die Folgen dieser Verletzung zwangen ihn für den Rest seines Lebens, einen Gehstock zu verwenden.
Im Jahr 1877 traf Masterson in Dodge City, Kansas, auf seine Brüder Ed, den dortigen stellvertretenden Sheriff, und Jim, mittlerweile Mitbesitzer eines Saloons. Bald nach seiner Ankunft geriet Masterson mit dem Marshal der Region wegen der Behandlung eines in Gewahrsam zu nehmenden Mannes aneinander. Er wurde inhaftiert und musste eine Strafe bezahlen, die ihm später allerdings vom Stadtrat zurückerstattet wurde. Danach arbeitete Masterson an der Seite des Sheriffs Wyatt Earp als dessen Stellvertreter und wurde innerhalb weniger Monate zum Bezirkssheriff von Ford County, Kansas gewählt.
Masterson kämpfte daraufhin im sogenannten Royal-Gorge-Krieg, einer Auseinandersetzung um Durchfahrtsrechte durch die Schlucht Royal Gorge in Colorado zwischen den Unternehmen Atchison, Topeka and Santa Fe Railway und der Denver and Rio Grande Western Railroad. Hier führte er eine bewaffnete Truppe der Santa Fe, zu der u. a. sein Freund Doc Holliday gehörte, bis ein Gerichtsbeschluss die Rechte Denver & Rio Grande zuwies und Masterson den Konflikt verließ. Er blieb Bezirkssheriff, bis er 1879 aus seinem Amt gewählt wurde. Zur gleichen Zeit war Mastersons Bruder Ed der Marshal von Dodge City, wo er am 9. April 1878 während der Ausübung seines Amtes getötet wurde.
In den darauf folgenden Jahren verdiente sich Bat Masterson seinen Lebensunterhalt als Glücksspieler und bereiste weiter den „Wilden Westen“. Er besuchte Wyatt Earp in Tombstone, Arizona und reiste nur kurz vor der berühmten Schießerei am O. K. Corral weiter. Masterson war in dieser Zeit zudem ein Jahr lang Marshal von Trinidad, Colorado.
1883 nahm Bat Masterson am sogenannten Dodge-City-Krieg teil, einem unblutigen Machtkampf, in den auch viele Revolverhelden auf beiden Seiten verwickelt waren. Gegen 1889 lebte Masterson in Denver, Colorado wo er gemeinsam mit Soapy Smith einen erfolglosen Wahlbetrugsversuch unternahm. Im Gegensatz zu Smith, der aufgrund dieses Skandals aus der Stadt vertrieben wurde, blieb Masterson jedoch in Denver, kaufte dort das Palace Variety Theater und heiratete am 21. November 1881 die Schauspielerin Emma Walters.
Im Jahr 1882 leitete er den Denver Exchange Club in Creede, Colorado und setzte danach seine Reisen durch die aufblühenden Städte im Westen fort. Seinen Lebensunterhalt verdiente Masterson neben dem Glücksspiel mit dem Promoten von Preiskämpfen beim Boxen. Außerdem eröffnete er den Olympic Athletic Club, um den Boxsport zu vermarkten.
Im Jahr 1902 verließ Bat Masterson den Wilden Westen und ging nach New York City, wo er seine Arbeit als Gesetzeshüter fortsetzte. Präsident Theodore Roosevelt selbst setzte Masterson auf Anraten eines Freundes, des Journalisten Alfred Henry Lewis, als Stellvertreter des U.S. Marshals des südlichen Stadtgebiets von New York ein. Roosevelt hatte Masterson zu verschiedenen Anlässen getroffen und sich mit ihm angefreundet. Masterson teilte in den Folgejahren seine Zeit zwischen dem Schreiben für den New York Morning Telegraph und der Wahrung des Friedens im Gerichtssaal, wann immer die U.S. Staatsanwaltschaft eine Verhandlung durchführte.
Im Jahr 1909 wurde Masterson vom neu gewählten Präsidenten William Howard Taft seines Amtes enthoben. Dies geschah im Zuge von Tafts Bemühungen, Unterstützer Roosevelts aus allen öffentlichen Ämtern zu entfernen. Daraufhin kehrte Bat Masterson 1910 ein letztes Mal nach Dodge City zurück.

### Masterson als Autor
Bat Masterson machte neben seiner Karriere als Ordnungshüter auch als Journalist und Autor von sich reden. Seine Laufbahn als Schriftsteller erstreckte sich von etwa 1883 bis zu seinem Tod im Jahre 1921.
Erstmals veröffentlicht wurde ein Text Mastersons am 9. Juni 1883 im Daily Kansas State Journal. Es handelte sich dabei um einen Brief, der neben seiner Ankunft in Dodge City auch das Eintreffen seiner als Revolverhelden bekannten Freunde erwähnte. Außerdem wird in dem Brief der namhafte Long Branch Saloon genannt, der während des Dodge City Kriegs das Hauptquartier der Gruppe um Masterson bildete. In jener Zeit traf Bat Masterson außerdem die Journalistenbrüder Alfred Henry und William Eugene Lewis, die während Mastersons späterer Karriere noch eine Rolle spielen sollten.
Der Veröffentlichung seines Briefes folgte die Herausgabe der Vox Populi von Masterson selbst. Diese nur einmal erschienene Zeitung konzentrierte sich auf die Politik in Dodge City im November 1884. In den späten 1890er Jahren schrieb Masterson eine wöchentliche Sportkolumne im George’s Weekly, einem Blatt aus Denver.
Die eigentliche Karriere des Autors Bat Masterson begann jedoch erst nach seinem Umzug nach New York City, wo er erneut auf die Lewis-Brüder traf. Von Mastersons Leben inspiriert, schrieb Alfred Henry Lewis in der Folgezeit mehrere Kurzgeschichten und einen Roman The Sunset Trial, während er gleichzeitig Masterson dazu ermutigte, selbst einige seiner Abenteuer niederzuschreiben. Diese Geschichten veröffentlichte Lewis später in dem von ihm herausgegebenen Magazin Human Life (etwa 1907–08). Masterson beschreibt in seinen Artikeln die gemeinsamen Tage mit seinen Revolverheldenfreunden  und die seiner Meinung nach wichtigsten Eigenschaften eines Revolverhelden.
Seine schriftstellerische Laufbahn setzte Masterson um 1904 als Sportkolumnist des New York Morning Telegraph fort, angestellt von William Eugene Lewis. Zudem schilderte er in seiner dreimal wöchentlich erscheinenden Kolumne Masterson’s Views on Timely Topics („Mastersons Blick auf derzeitige Themen“) seine Meinungen zu Politik, Sportereignissen, Theater, dem Nachtleben und ähnlichem. Nachdem Eugene Lewis zum Generaldirektor und Präsident des Unternehmens aufgestiegen war, beförderte er seinen Freund Masterson sogar zum Vizepräsidenten und Geschäftsführer.
Masterson freundete sich zu dieser Zeit mit dem Schriftsteller Damon Runyon an. Dieser lebte und arbeitete ebenfalls in New York und verkehrte in den gleichen Kreisen wie Masterson. Es wird angenommen, dass Masterson die Inspiration Runyons für den Charakter Sky Masterson in den Kurzgeschichten Guys and Dolls war. Damon Runyon kommentierte Mastersons Schriftstellerqualitäten mit den Worten: „Bat had no literary style but he had plenty of moxie.“ („Bat hatte keinerlei literarischen Stil, aber er hatte jede Menge Schneid.“)

### Tod

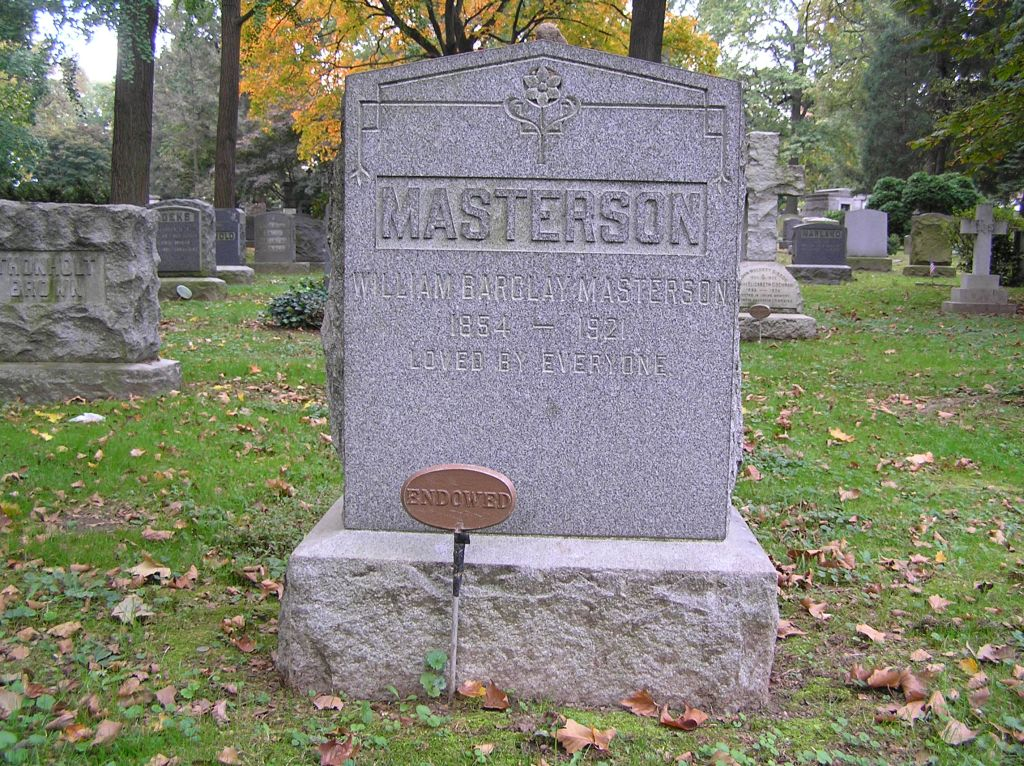
Bat Mastersons Grabstein in der Bronx, New York

Bat Masterson starb im Alter von 67 Jahren am 25. Oktober 1921. Zu dieser Zeit lebte und arbeitete er in New York City. Kurz nachdem er seine letzte Kolumne für den New York Morning Telegraph verfasst hatte, erlitt er an seinem Schreibtisch einen Herzinfarkt.
Sein Leichnam wurde zu Campbells Funeral Parlor überführt und nach einem einfachen Gottesdienst in der Woodlawn Cemetery in der Bronx, New York beigesetzt. Über der Inschrift seines großen Granitgrabsteins „Loved by Everyone“ („Von Jedem geliebt“) steht sein voller Name „William Barclay Masterson“.

## Spitzname
Es gibt verschiedene Theorien, wie William Barclay Masterson zu seinem Spitznamen „Bat“ kam. Die einfachste Erklärung lautet, dass es sich dabei um eine Kurzform seines Vornamens Bartholomew handelt.
Andere Annahmen gehen davon aus, dass sich der Spitzname auf Mastersons obligatorischen Gehstock bezieht. Diesen setzte er in Kämpfen angeblich des Öfteren als Schläger (Englisch auch bat) ein, was ihm zu seinem Spitznamen verholfen haben soll.
Außerdem gibt es die Theorie, dass sich „Bat“ aus der in dieser Zeit gebräuchlichen Kurzform für „Boxer“ ableitet. Diese wurden, abgeleitet aus dem englischen Wort für kämpfen („battling“) bzw. Kampf („battle“), ebenfalls häufig „Bats“ genannt. Der Spitzname würde dann insbesondere Bezug auf Mastersons Arbeit als Boxpromoter während seines Aufenthalts in Denver nehmen.

## Mastersons Ruf als Revolverheld
Bat Masterson hatte zu seinen Lebzeiten einen Ruf als Revolverheld, der ihm weit voraus eilte. Allerdings tötete Masterson nur einen einzigen Gegner in einem direkten Gefecht (die Opfer des Kampfes in Adobe Walls nicht einbezogen). Entsprechend wird Bat Masterson in der Encyklopedia of Western Gunfighters mit lediglich drei Schießereien und eben jenem getöteten Widersacher gelistet. Andere berühmte Revolverhelden des Wilden Westens wie Billy the Kid, John Wesley Hardin oder „Wild“ Bill Hickok waren in weitaus mehr Schießereien mit zahlreichen Toten verwickelt. Dass er dennoch als Revolverheld bekannt wurde, verdankte Masterson auch seiner Fähigkeit, sich selbst in Szene zu setzen.

## In Film und Fernsehen
Bat Masterson war der Name einer Fernsehserie, die Ende der 1950er und Anfang der 1960er Jahre in 108 Folgen vom Sender NBC in den USA ausgestrahlt wurde. Die Serie basierte relativ frei auf dem Leben der historischen Figur Bat Masterson. Dieser wurde gespielt von Gene Barry.
Masterson wurde in der Serie als fein gekleideter Glücksspieler in schwarzem Anzug und mit Melone dargestellt, der eher dazu neigte, Betrüger mit seinem Gehstock, dessen Griff vergoldet war, zu schlagen („bat“), als diese zu erschießen. Die jeweils halbstündigen Episoden waren in Schwarzweiß gefilmt. Das von Gaylord DuBois geschriebene Drehbuch verwendete – gemessen an den Western dieser Zeit – eine vergleichsweise gehobene Sprache. Die Serie wurde von der Firma Sealtest gesponsert.
Der Dell Comics Verlag  veröffentlichte zudem ein kurzlebiges Comic-Heft, basierend auf der Serie. Die erste Ausgabe wurde 1960 auf den Markt gebracht und hatte, wie alle Folgenden, ein Fotocover. Das Comic wurde bis 1962 herausgegeben.
Die Figur Bat Masterson spielte in einigen Westernfilmen eine Hauptrolle:
- The Woman of the Town von 1943 mit Albert Dekker als Bat Masterson, Regie: George Archainbaud (für United Artists)
- Trail Street (deutscher Titel Die Todesreiter von Kansas) von 1947 mit Randolph Scott als Bat Masterson, Regie: Ray Enright (für RKO Pictures)
- Masterson of Kansas deutscher Titel Gangster, Spieler und ein Sheriff von 1954 mit George Montgomery als Bat Masterson, Regie: William Castle (für Columbia Pictures)
- Gunfight at the O.K. Corral (deutscher Titel Zwei rechnen ab) von 1957, Regie: John Sturges (für Paramount Pictures)